# هوهانس خان ماسحیان
هُوْهانِس خان ماسحیان ملقب به مساعدالسلطنه (ارمنی: Հովհաննես Ծերունի Մասեհյան و معروف به آوانس خان ارمنی (۹ اسفند ۱۲۴۲ تهران  - ۱۳۱۰) نویسنده، مترجم و دیپلمات ارمنی‌تبار اهل ایران و نخستین سفیر ایران در ژاپن بود.

## ابتدای زندگی و تحصیلات
هوانس (آوانس)  در کوچه ارامنه، محله شاه‌عبدالعظیم، تهران دیده به جهان گشود.
 پدرش زرونی ماسحیان، از زرگران و جواهرسازان مشهور دربار قاجار و میان درباریان به ابراهیم خان زرگرباشی معروف بود. مادرش آنا یرواندیان از یکی از خانواده‌های فاضل و سرشناس تبریز بود.  هوهانس تحصیلات خود را در پاییز ۱۲۴۸ خورشیدی در کلیسای تادئوس و بارتوقیمئوس مقدس در محل دروازه شاه‌عبدالعظیم نزد خلیفه مگردیچ آغاز کرد. و یک سال بعد وارد مدرسه هایگازیان شد. در ۱۲۵۷ دوره مدرسه هایکازیان را با موفقیت به پایان رساند و چون شاگرد ممتاز مدرسه بود، مسئولان مدرسه به او نشان صلیب طلا اهدا کردند.
برای تسلط و آموزش زبان فرانسه، هوانس را به شهر تبریز نزد دایی‌اش، آندون خان یرواندیان فرستادند که به مظفرالدین میرزا ولیعهد زبان فرانسه تعلیم می‌داد. هوهانس مدت سه سال نزد دایی‌اش به فراگیری و تکمیل زبان فرانسه پرداخت. در سال ۱۲۶۰ برای ادامه تحصیل به کلژ دو فرانس پاریس رفت. پس از سه سال فارغ‌التحصیل شد و به تهران بازگشت.

## فعالیت‌های سیاسی
پس از بازگشت به ایران ابتدا سمت مترجمی و سپس مشاورت سفیر ایران در لندن، برلین، درسدن و توکیو را عهده‌دار بود. در سال‌های فعالیت در تهران سمت دبیری وزارت امورخارجه و مدیریت بخش‌های متعدد آن را به عهده داشت. وی همچنین در سال ۱۳۰۶ (۱۹۲۷) به عنوان نماینده ارامنه وارد مجلس شورای ملی شد.
هوهانس در تهران در دارالترجمه دولتی استخدام شد و مترجمی ناصرالدین‌شاه را به عهده گرفت. شاه به او لقب خان داد. در سال ۱۲۶۶ همراه با هیئتی سیاسی به نمایندگی ناصرالدین شاه برای تبریک به ملکه ویکتوریا که پنجاهمین سال ولادتش را جشن گرفته بود به عنوان مترجم به انگلستان رفت. در همین سال ملقب به عمادالوزاره شد و یک قطعه نشان شیر و خورشید درجه سوم دریافت کرد.
در سال ۱۲۷۳ هیئتی سیاسی از دربار ایران به قصد عرض تسلیت برای درگذشت الکساندر سوم و تبریک تاجگذاری فرزندش نیکلای دوم به دربار سن پترزبورگ رفت. هوهانس خان که ملقب به مساعدالسلطنه شده بود، به سمت مترجمی آن هیئت برگزیده شد. در این سفر تزار نیکلای دوم به هوهانس خان مساعدالسلطنه نشان درجه سوم سنت آنا اعطا کرد.
سال بعد، مساعد السلطنه به ریاست دفتر وزیر داخله (کشور) منصوب شد و در سال ۱۲۷۶ به عنوان مترجم، همراه هیئتی سیاسی از ایرانیان، برای عرض تبریک دربار ایران به مناسبت شصتمین سالگرد تولد ملکه ویکتوریا به انگلستان سفر کرد. پس از بازگشت به ایران به وزارت خارجه منتقل شد و سرپرستی دارالترجمه وزارت امور خارجه را به عهده گرفت. در سال ۱۲۷۷ تدریس حقوق بین‌الملل و تاریخ جهان را در شعبه علوم سیاسی مدرسه دارالفنون آغاز کرد. در سال ۱۲۸۴ به عنوان معاون کنسول ایران در برلین تعیین شد و در همان سال نمایندگی دولت ایران را در کنفرانس بین‌المللی 'کشتیرانی و سواحل دریاها و ایستگاه‌های رادیوئی به عهده داشت.
او تا سال ۱۲۹۰ در سفارتخانه ایران در برلین خدمت می‌کرد  و در همان سال رئیس دفتر میرزا ابوالقاسم خان ناصرالملک نایب السلطنه احمدشاه قاجار شد. سال بعد به وزیر مختار ایران در آلمان به برلین بازگشت.
هوهانس خان که پس از رواج شناسنامه و حذف القاب در ایران با نام آوانس خان مساعد شناخته می‌شد، در سال ۱۳۰۵ به نمایندگی ارمنیان جنوب ایران در مجلس شورای ملی انتخاب شد اما در ۲۵ تیر ۱۳۰۶ استعفا داد و به سمت وزیر مختاری ایران در انگلستان برگزیده شد. سه سال بعد در هفدهم تیر ۱۳۰۹ به عنوان نخستین سفیر ایران در ژاپن معرفی شد و آخرین سفر خود را آغاز کرد. 

## فعالیت‌ ادبی
هوهانس خان به زبان‌های فرانسه، انگلیسی، آلمانی، فارسی و ارمنی تسلط کامل داشت. او در کنار سیاست، فعالیت چشمگیری نیز در عرصه ادبیات داشت و یکی از بهترین مترجمین آثار شکسپیر و چهرهٔ درخشان ترجمهٔ معاصر زبان ارمنی شناخته می شود.  وی همچنین آثاری جند به زبان فارسی ترجمه کرده‌است. از جملهٔ کارهای او می‌توان به ترجمه پانزده اثر شکسپیر به زبان ارمنی و همچنین ترجمه سفرنامه برادران شرلی به فارسی اشاره کرد.
هوهانس خان نزدیک به پنجاه جلد کتاب از نویسندگان مشهور اروپا مانند: الکساندر دوما، پیر لوئی، چارلز دیکنز و نویسندگان دیگر، برای مطالعه ناصرالدین شاه ترجمه کرد. همچنین تعدادی نمایشنامه از آثار نویسندگان اروپایی ترجمه کرد و در اختیار انجمن دوستداران تئاتر گذاشت که در سال ۱۲۶۰  تأسیس شده بود. او با شرکت انتشاراتی ارمنیان در شهر تفلیس برای چاپ نمایشنامه‌هایی که از ویلیام شکسپیر ترجمه می‌کرد قراردادی بست. نخستین نمایشنامه او هملت بود که در سال ۱۸۹۴ میلادی منتشر شد. از دیگر ترجمه‌های او از شکسپیر می‌توان به آثار:(آن طور که می‌خواهید، رومئو و ژولیت و نمایشنامه تاجر ونیزی) را نام برد و همچنین ترجمه نمایشنامه‌های مکبث و اتلو که در سال‌های ۱۳۰۰ تا ۱۳۰۲ در وین به چاپ رساند.
هوهانس خان در سال ۱۲۸۷ به نمایندگی دولت ایران در کنفرانس بین‌المللی نویسندگان در شهر برلین  (۳۸۴) و در بهار ۱۲۹۵ در مجمعی به نام شکسپیرشناسی در شهر لندن شرکت کرد.
هوانس خان ماسحیان همچنین دارای فعالیت مطبوعاتی بود و در سال ۱۲۷۳ (۱۸۹۴) اولین روزنامه ارمنی‌زبان تهران را به نام شاویق با همکاری تعدادی از ارمنیان منتشر کرد. او تا سال ۱۲۷۶ (۱۸۹۷) و پیش از سفر به روسیه سردبیری شاویق را به عهده داشت.

## درگذشت

هوهانس خان پس از گشایش سفارت ایران در ژاپن و انجام مأموریتش، بیمار و رهسپار ایران شد و در راه بازگشت در شهر خاربین منچوری در گذشت. او را به تهران بردند و در دوازدهم فروردین ۱۳۱۱ با تشریفات رسمی در ده ونک در محوطه کلیسای میناس مقدس دفن کردند. به این مناسبات در روزنامه ایران روز پنجشنبه یازدهم فروردین ۱۳۱۱ اطلاعیه‌ای به این شرح درج شد: 
خاطر عموم را محترماً مستحضر می‌دارد. روز جمعه ۱۲ فروردین ماه ۱۳۱۱ یک ساعت قبل از ظهر مجلس ترحیم آوانس خان مساعدالسلطنه وزیر مختار سابق ایران در لندن، برلین و توکیو در مدرسه ارامنه واقعه در خیابان نادری منعقد خواهد بود و پس از اختتام مجلس مزبور جنازه برای تدفین به سمت ده ونک حرکت داده خواهد شد.
 مقبره او هم‌اکنون در کلیسای مریم مقدس تهران قرار دارد.
پس از درگذشت اوانس خان روزنامه‌های خارج از کشور، به او لقب «ارمنی بزرگ» دادند.

## آثار
هوهانس خان طی چهل سال فعالیت ادبی خود، تعداد بسیاری کتاب به زبان فارسی ترجمه کرده‌است؛ ولی از تعداد اندکی از ترجمه‌های او آگاهیم.
- اخبار روز[ث]
- عقیده در باب ایران و هند
- سیاحتنامه اومبری
- شورش هندوستان در ۱۸۵۷ (به کوشش صفاء الدین تبرائیان)
- هندوستان و استیلای انگلیس
- سفرنامه بنجامین آمریکای
- مدخلیت ایران در مسئله شرق'
- سفرنامه استانلی به آفریقا
- تاریخ بیست و شش ساله حکومت الکساندر دویم
- میشل استروگف
- سیاحت نامه دور دنیا
- سفرنامه برادران شرلی
- تحقیقات دربارهٔ چین از ولتر

## یادبودها
در سال ۱۹۶۴ میلادی (۱۳۴۲ خورشیدی) که برابر با چهارصدمین سال تولد شکسپیر و صدمین سال تولد اوانس خان ماسحیان مساعدالسلطنه بود، ارمنیان تهران برای بزرگداشت او مراسم باشکوهی برپا  و از اوانس خان تجلیل کردند.

## مدال‌ها و نشان‌ها
هوانس خان در طول سال‌های فعالیتش مفتخر به دریافت مدال‌ها و نشان‌های فراوانی گشته که از آن جمله می‌توان به نشان‌های درجه یک و دو شیر و خورشید و نشان استانیسلاوسکی از روسیه اشاره کرد. مدال و نشان‌هایی که هوهانس خان از دولت ایران و دولت‌های دیگر گرفته به ترتیب سال دریافت آنها به شرح زیر است:
- نشان درجه سوم شیر و خورشید از دولت ایران (۱۸۸۷ میلادی)
- نشان درجه دوم استانیسلاس از دولت روسیه تزاری (۱۸۹۵ میلادی)
- نشان سرتیپی اول با حمایل از دولت ایران (۱۸۹۸ میلادی)
- نشان عقاب قرمز پروس از درجه دوم (۱۸۹۹ میلادی)
- نشان سنت موریس و سنت لازار از درجه کماندور از دولت ایتالیا (۱۹۰۱ میلادی)
- نشان طلای علمی (۱۹۰۱ میلادی)
- نشان عقاب مکلل از درجه دوم (۱۹۰۲ میلادی)
- نشان فردریک و رُتِمبِرک از درجه دوم با ستاره از دولت آلمان (۱۹۰۷ میلادی)
- نشان درجه اول شیر و خورشید از دولت ایران (۱۹۰۷ میلادی)

## یادداشت
1. ↑  ۴ ژوئن ۱۹۰۸
2. ↑  ۱۳ فوریهٔ ۱۹۱۰
3. ↑  Hovhannes Masehyan
4. ↑  آغاز روابط میان دو کشور به سال۱۲۵۹ خورشیدی بازمی‌گشت که امپراتور ژاپن نمایندهٔ ویژه ای را، برای برقراری روابط تجاری، به ایران فرستاد. به نظر می‌رسد سفر علی اصغرخان امین السلطان، اتابک اعظم، به ژاپن که تأثیر زیادی بر وی گذاشت نیز در پی این اقدام امپراتور بوده‌است. رفت و آمد مقامات و مأموران دو کشور در آن هنگام به علت سیاست‌ها و اقدامات ژاپن، که به جنگ با روسیه و چین انجامید، بی‌نتیجه رها شد. دولت ژاپن چند سال بعد دوباره برای برقراری روابط تجاری و سیاسی با ایران پیش قدم شد و در سال۱۳۰۵ ش در ایران نمایندگی تجاری تأسیس کرد. دولت ایران نیز پس از سه سال پیشنهاد ژاپن را برای برقراری رابطهٔ سیاسی پذیرفت و پیمان نامه ای میان دو کشور امضاء شد ایران هوهانس خان مساعدالسلطنه را در مقام نخستین نمایندهٔ سیاسی خود به توکیو فرستاد و سفارت ایران در ژاپن گشایش یافت..

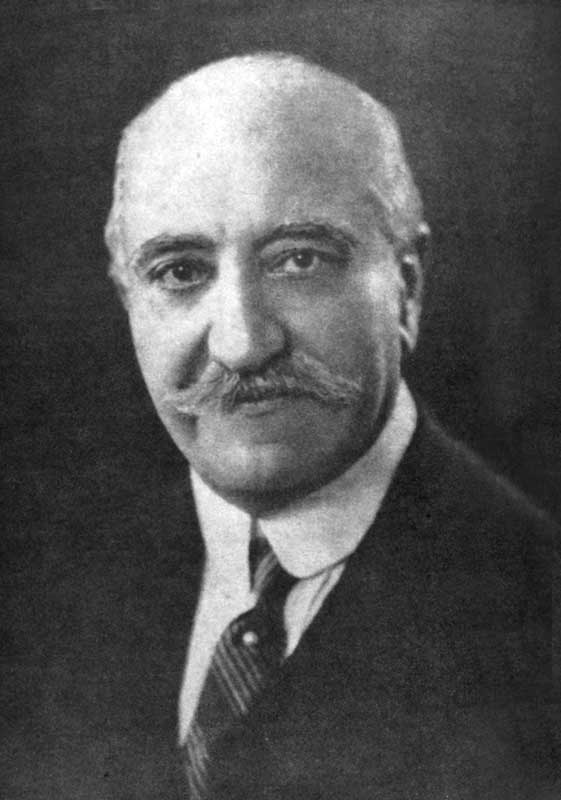
تصویری دیگر از هوهانس ماسحیان

5. ↑  Hovhannes Masehyan